# Jhon Velásquez
Jhon Jairo Velásquez Turga (Bogotà, 2 maggio 1995) è un calciatore colombiano, centrocampista del Deportes Quindío.

## Carriera
Prodotto del vivaio del Santa Fe, ha esordito in prima squadra nel 2015. Ha giocato per gran parte della sua carriera nel campionato colombiano di calcio, prima di approdare nel 2022 al Farense, squadra portoghese militante in Segunda Liga, con il quale riesce a ottenere la promozione in massima serie.

## Palmarès

### Club

#### Competizioni nazionali
- Súper Liga: 1

Santa Fe: 2021